# Desejosa
Desejosa est une paroisse civile portugaise (en portugais : freguesia) de la municipalité de Tabuaço dans le district de Viseu.

## Démographie
Lors du recensement de 2021, Desejosa compte 117 habitants.